# Henry Stephenson
Henry Stephenson, all'anagrafe Henry S. Garroway (Grenada, 16 aprile 1871 – San Francisco, 24 aprile 1956), è stato un attore britannico.

## Biografia
Nato a Grenada, lavorò a lungo per il cinema come caratterista, interpretando ruoli disparati, da quelli del nonno a quelli del giudice, aiutato dal suo fisico imponente e dal suo aspetto severo ma che poteva essere connotato da note affettuose.
Debuttò a teatro nel 1901, in Gran Bretagna, dove aveva completato gli studi. Trasferitosi negli USA, cominciò a recitare in alcuni film muti, ma la sua carriera principale si deve al sonoro. Nella sua lunga carriera, dal 1917 al 1951, girò oltre 90 film, tra cui Febbre di vivere (1932).
È stato sposato con l'attrice Ann Shoemaker, da cui ebbe una figlia.

## Filmografia
- The Spreading Dawn, regia di Laurence Trimble (1917)
- A Society Exile, regia di George Fitzmaurice (1919)
- The Tower of Jewels, regia di Tom Terriss (1920)
- The Black Panther's Cub, regia di Émile Chautard (1921)
- Men and Women, regia di William C. deMille (1925)
- Wild, Wild Susan, regia di Edward Sutherland (1925)
- Red-Headed Woman, regia di Jack Conway (1932)
- Guilty as Hel, regia di Erle C. Kenton (1932)
- Febbre di vivere (A Bill of Divorcement), regia di George Cukor (1932)
- The Animal Kingdom, regia di Edward H. Griffith e (non accreditato) George Cukor (1932)
- Infedele (Cynara), regia di King Vidor (1932)
- Tomorrow at Seven, regia di Ray Enright (1933)
- A doppia briglia (Double Harness), regia di John Cromwell (1933)
- Avventura nella nebbia (Blind Adventure), regia di Ernest B. Schoedsack (1933)
- Labbra traditrici (My Lips Betray), regia di John G. Blystone (1933)
- Piccole donne (Little Women), regia di George Cukor (1933)
- If I Were Free, regia di Elliott Nugent (1933)
- Man of Two Worlds, regia di J. Walter Ruben (1934)
- Il mistero del signor X (The Mystery of Mr. X), regia di Edgar Selwyn (1934)
- All Men Are Enemies, regia di George Fitzmaurice (1934)
- Stingari il bandito sentimentale (Stingaree), regia di William A. Wellman (1934)
- Thirty Day Princess, regia di Marion Gering (1934)
- One More River, regia di James Whale (1934)
- She Loves Me Not, regia di Elliott Nugent (1934)
- La ragazza più ricca del mondo (The Richest Girl in the World), regia di William A. Seiter (1934)
- Outcast Lady, regia di Robert Z. Leonard (1934)
- What Every Woman Knows, regia di Gregory La Cava (1934)
- La notte è per amare (The Night Is Young), regia di Dudley Murphy (1935)
- Vanessa: Her Love Story, regia di William K. Howard (1935)
- Tentazione bionda (Reckless), regia di Victor Fleming (1935)
- The Flame Within, regia di Edmund Goulding (1935)
- Il circo (O'Shaughnessy's Boy), regia di Richard Boleslawski (1935)
- Codice segreto (Rendezvous), regia di William K. Howard e, non accreditato, Sam Wood (1935)
- La tragedia del Bounty (Mutiny on the Bounty), regia di Frank Lloyd (1935)
- The Perfect Gentleman, regia di Tim Whelan (1935)
- Capitan Blood (Captain Blood), regia di Michael Curtiz (1935)
- Lord Fauntleroy (Little Lord Fauntleroy), regia di John Cromwell (1936)
- Half Angel, regia di Sidney Lanfield (1936)
- Hearts Divided, regia di Frank Borzage (1936)
- L'incontentabile (Walking on Air), regia di Joseph Santley (1936)
- Give Me Your Heart, regia di Archie Mayo (1936)
- La carica dei seicento (The Charge of the Light Brigade), regia di Michael Curtiz (1936)
- Il nemico amato (Beloved Enemy), regia di H.C. Potter (1936)
- Amanti di domani (When You're in Love), regia di Robert Riskin (1937)
- Il principe e il povero (The Prince and the Pauper), regia di William Keighley (1937)
- I candelabri dello zar (The Emperor's Candlesticks), regia di George Fitzmaurice (1937)
- Maria Walewska (Conquest), regia di Clarence Brown (1937)
- Wise Girl, regia di Leigh Jason (1937)
- La baronessa e il maggiordomo (The Baroness and the Butler), regia di Walter Lang (1938)
- Maria Antonietta (Marie Antoinette), regia di W. S. Van Dyke (1938)
- Suez, regia di Allan Dwan (1938)
- 4 in paradiso (The Young in Heart), regia di Richard Wallace (1938)
- Passione ardente (Dramatic School), regia di Robert B. Sinclair (1938)
- Il figlio di Tarzan (Tarzan Finds a Son!), regia di Richard Thorpe (1939)
- Le avventure di Sherlock Holmes (The Adventures of Sherlock Holmes), regia di Alfred L. Werker (1939)
- Il conte di Essex (The Private Lives of Elizabeth and Essex), regia di Michael Curtiz (1939)
- I ribelli del porto (Little Old New York), regia di Henry King (1940)
- Questa è la vita (It's a Date), regia di William A. Seiter (1940)
- Parata di primavera (Spring Parade), regia di Henry Koster (1940)
- Notti argentine (Down Argentine Way), regia di Irving Cummings (1940)
- Incontro a New York (The Man Who Lost Himself), regia di Edward Ludwig (1941)
- La riva dei peccatori (Lady from Louisiana), regia di Bernard Vorhaus (1941)
- Ragazze che sognano (Rings on Her Fingers), regia di Rouben Mamoulian (1942)
- Sono un disertore (This Above All), regia di Anatole Litvak (1942)
- Halfway to Shanghai, regia di John Rawlins (1942)
- The Mantrap, regia di George Sherman (1943)
- La dama e l'avventuriero (Mr. Lucky), regia di H.C. Potter (1943)
- Due ragazze e un marinaio (Two Girls and a Sailor), regia di Richard Thorpe (1944)
- Un'ora prima dell'alba (The Hour Before the Dawn), regia di Frank Tuttle (1944)
- Secrets of Scotland Yard, regia di George Blair (1944)
- Reckless Age, regia di Felix E. Feist (1944)
- Tarzan e le amazzoni (Tarzan and the Amazons), regia di Kurt Neumann (1945)
- Anni verdi (The Green Years), regia di Victor Saville (1946)
- Ladra di cuori (Heartbeat), regia di Sam Wood (1946)
- Notte e dì (Night and Day), regia di Michael Curtiz (1946)
- Schiavo d'amore (Of Human Bondage), regia di Edmund Goulding (1946)
- Her Sister's Secret, regia di Edgar G. Ulmer (1946)
- Il ritorno di Montecristo (The Return of Monte Cristo), regia di Henry Levin (1946)
- Il segreto del medaglione (The Locket), regia di John Brahm (1946)
- Prigionieri del destino (Time Out of Mind), regia di Robert Siodmak (1947)
- Splendida incertezza (The Homestretch), regia di H. Bruce Humberstone (1947)
- Torbidi amori (Dark Delusion), regia di Willis Goldbeck (1947)
- La sfinge del male (Ivy), regia di Sam Wood (1947)
- Canto d'amore (Song for Love), regia di Clarence Brown (1947)
- Le avventure di Oliver Twist (Oliver Twist), regia di David Lean (1948)
- La bella imprudente (Julie Misbehaves), regia di Jack Conway (1948)
- Fuga nel tempo (Enchantment), regia di Irving Reis (1948)
- Il ritorno di Lassie (Challenge to Lassie), regia di Richard Thorpe (1949)
- Studio One - serie TV, 2 episodi (1951)

## Doppiatori italiani
- Aldo Silvani in La tragedia del Bounty, Capitan Blood, La carica dei seicento, Il principe e il povero, Un'ora prima dell'alba, Notte e dì, Il segreto del medaglione, La sfinge del male
- Olinto Cristina in Maria Antonietta, Due ragazze e un marinaio
- Amilcare Pettinelli in La dama e l'avventuriero, Le avventure di Oliver Twist
- Giorgio Capecchi in Maria Walewska
- Gaetano Verna in Il conte di Essex
- Camillo Pilotto in La riva dei peccatori
- Sergio Graziani nel ridoppiaggio[1] di Febbre di vivere
- Sergio Fiorentini nel ridoppiaggio di Maria Walewska
- Sandro Tuminelli nel ridoppiaggio di Suez

## Spettacoli teatrali
- A Message from Mars (Broadway, 7 ottobre 1901)
- A Message from Mars (Broadway, 30 marzo 1903)
- The Man from Blankley's (Broadway, 16 settembre 1903)
- Saucy Sally, (Broadway, 4 aprile 1904)
- Mr. Hopkinson, (Broadway, 12 febbraio 1906)
- Pillars of Society, (Broadway, 28 marzo 1910)
- Hannele, (Broadway, 11 aprile 1910)
- The Green Cockatoo, (Broadway, 11 aprile 1910)
- Becky Sharp, (Broadway, 20 marzo 1911)
- Lady Patricia, (Broadway, 26 febbraio 1912)
- Hawthorne of the U.S.A., (Broadway, 4 novembre 1912)
- Nan, (Broadway, 13 gennaio 1913)
- The Five Frankfurters, (Broadway, 3 marzo 1913)
- Much Ado About Nothing, (Broadway, 1º settembre 1913)
- The Love Leash, (Broadway, 20 ottobre 1913)
- Kitty Mackay, (Broadway, 7 gennaio 1914)
- Under Fire, (Broadway, 11 settembre 1915)
- Bunny, (Broadway, 4 gennaio 1916)
- Justice, (Broadway, 3 aprile 1916)
- Lilac Time, (Broadway, 6 febbraio 1917)
- Information Please, (Broadway, 2 ottobre 1918)
- The Crowded Hour, (Broadway, 22 novembre 1918)
- Spanish Love, (Broadway, 17 agosto 1920)
- The Fool, (Broadway, 23 ottobre 1922)
- Dancing Mothers, (Broadway, 11 agosto 1924)
- The Pelican, (Broadway, 21 settembre 1925)
- Magda, (Broadway, 26 gennaio 1926)
- The Adorable Liar, (Broadway, 30 agosto 1926)
- The Crown Prince, (Broadway, 23 marzo 1927)
- The Command to Love, (Broadway, 20 settembre 1927)
- The Love Duel, (Broadway, 15 aprile 1929)
- Dancing Partner, (Broadway, 5 agosto 1930)
- Petticoat Influence, (Broadway, 15 dicembre 1930)
- Cynara, (Broadway, 2 novembre 1931)
- Firebird, (Broadway, 21 novembre 1932
- That Lady, (Broadway, 22 novembre 1949)